# Nguyễn Thị Doan
Nguyễn Thị Doan (nascida em 8 de novembro de 1951) é uma educadora vietnamita, ex-legisladora e política vietnamita que atuou como vice-presidente do Vietnã de 2007 a 2016. Nguyễn Thị Doan é membro do Comitê Central do Partido Comunista do Vietnã, e deputada da Assembleia Nacional do Vietname pela província de Hà Nam .
Nguyễn Thị Doan é uma ex-professora universitário de economia. A Assembleia Nacional elegeu-a Vice-presidente para o mandato de 2007 a 2012.
Nguyễn Thị Doan nasceu em 1º de novembro de 1951, na província de Hà Nam, no norte do país. Ela ingressou na Hanoi University of Commerce para se formar em economia em 1976 e se formou em 1979. No mesmo ano, a Sra. Doan tornou-se professora da universidade. Ela foi para a Bulgária  (Ph.D. em economia na University of National and World Economy  ) e a França (Ph.D. em administração de empresas) para estudos de pós-graduação. Em 1982, ela se juntou ao Partido Comunista do Vietnã. Pouco depois de retornar ao Vietnã, ela foi nomeada Reitora da Universidade de Comércio de Hanói.
No Oitavo Congresso Nacional do Partido Comunista do Vietnã em junho de 1996, Nguyễn Thị Doan foi eleita para o Comitê Central do Partido e se tornou membro da Comissão de Supervisão do Comitê Central três anos depois. Ela foi reeleita para o Comitê Central do Partido novamente no Nono e no Décimo Congressos e atuou como Vice-Presidente Permanente da Comissão de Supervisão. Ela foi nomeada Vice-Presidente da República Socialista do Vietnã na primeira sessão da Décima Segunda Assembleia Nacional em 25 de julho de 2007.